# Nouilly
Nouilly és un municipi francès, situat al departament del Mosel·la i a la regió del Gran Est. L'any 2007 tenia 474 habitants.

## Demografia

### Població
El 2007 la població de fet de Nouilly era de 474 persones. Hi havia 187 famílies, de les quals 37 eren unipersonals (12 homes vivint sols i 25 dones vivint soles), 54 parelles sense fills, 75 parelles amb fills i 21 famílies monoparentals amb fills.
La població ha evolucionat segons el següent gràfic:
Habitants censats

### Habitatges
El 2007 hi havia 192 habitatges, 183 eren l'habitatge principal de la família, 2 eren segones residències i 6 estaven desocupats. 167 eren cases i 23 eren apartaments. Dels 183 habitatges principals, 158 estaven ocupats pels seus propietaris, 23 estaven llogats i ocupats pels llogaters i 2 estaven cedits a títol gratuït; 4 tenien una cambra, 4 en tenien dues, 12 en tenien tres, 34 en tenien quatre i 128 en tenien cinc o més. 165 habitatges disposaven pel capbaix d'una plaça de pàrquing. A 72 habitatges hi havia un automòbil i a 103 n'hi havia dos o més.

### Piràmide de població
La piràmide de població per edats i sexe el 2009 era:
| Homes | Edats   | Dones |
| ----- | ------- | ----- |
| 0     | 95 o +  | 0     |
| 0     | 90 a 94 | 4     |
| 0     | 85 a 89 | 0     |
| 0     | 80 a 84 | 0     |
| 4     | 75 a 79 | 0     |
| 8     | 70 a 74 | 4     |
| 12    | 65 a 69 | 24    |
| 20    | 60 a 64 | 8     |
| 12    | 55 a 59 | 20    |
| 12    | 50 a 54 | 12    |
| 16    | 45 a 49 | 28    |
| 32    | 40 a 44 | 12    |
| 8     | 35 a 39 | 8     |
| 12    | 30 a 34 | 20    |
| 8     | 25 a 29 | 4     |
| 4     | 20 a 24 | 4     |
| 4     | 15 a 19 | 24    |
| 28    | 10 a 14 | 20    |
| 0     | 5 a 9   | 8     |
| 8     | 0 a 4   | 0     |

## Economia
El 2007 la població en edat de treballar era de 329 persones, 257 eren actives i 72 eren inactives. De les 257 persones actives 238 estaven ocupades (126 homes i 112 dones) i 18 estaven aturades (6 homes i 12 dones). De les 72 persones inactives 24 estaven jubilades, 25 estaven estudiant i 23 estaven classificades com a «altres inactius».

### Ingressos
El 2009 a Nouilly hi havia 182 unitats fiscals que integraven 499,5 persones, la mediana anual d'ingressos fiscals per persona era de 24.104 €.

### Activitats econòmiques
Dels 3  establiments que hi havia el 2007, 1 era d'una empresa extractiva i 2 d'empreses de serveis.

## Equipaments sanitaris i escolars
El 2009 hi havia una escola elemental integrada dins d'un grup escolar amb les comunes properes formant una escola dispersa.

## Poblacions més properes
El següent diagrama mostra les poblacions més properes.